# Fadren
För andra betydelser, se Fadren (olika betydelser).

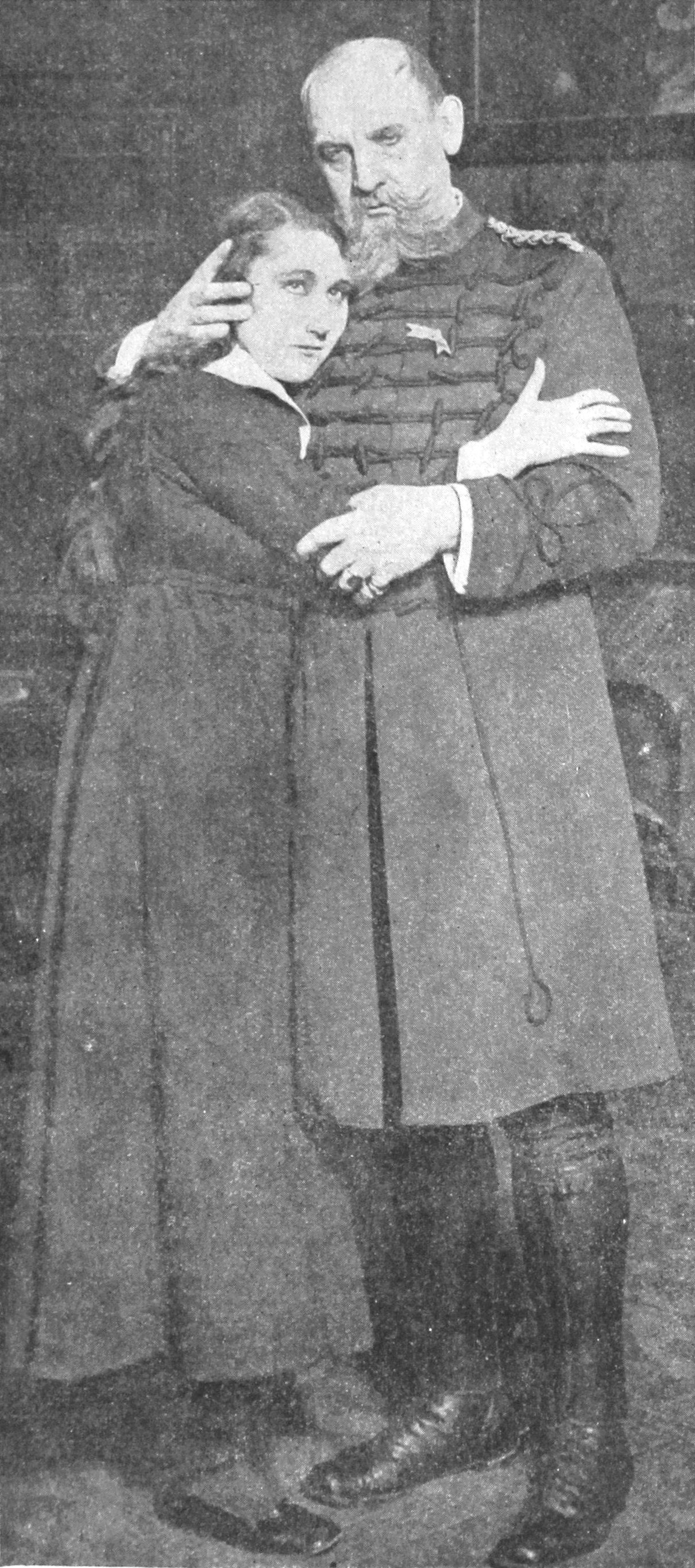
Fadren på Betty Nansen-Teatret i Köpenhamn 1918. Peter Fjelstrup som Ryttmästaren och Thilda Fønss som Bertha.

Fadren ("fadern") är en tragedi från 1887 av August Strindberg.
Det centrala temat i Fadren är kampen mellan könen. Fadren handlar om en kvinna, Laura, som driver sin make in i en osäkerhet, som slutar med grubbel, förvirring och slaganfall. Det är Ryttmästarn som är hennes make, han har intellektuella intressen, är överkänslig och har lätt att brusa upp. Frun Laura använder hans labila ställning till sin fördel. Laura vill att hennes make ska destabiliseras mentalt och helst själv tro att han är tokig (och därefter kunna sättas på mentalsjukhus). För att få övertaget insinuerar hon för honom att han inte är pappa till hennes dotter Bertha.
Hans själskval stegras till sinnessjukdom, och i ett utbrott kastar han en brinnande lampa mot hustrun. Då är det hon som triumferar: nu har hon bevis på att han är vansinnig. Nu blir han bunden i tvångströja, förklaras omyndig och måste slutligen uppge allt motstånd. Till sist dör han under kvinnornas beklagande.
Dramat är ett av Strindbergs mest spelade, och har översatts till många olika språk.
I ett kanske något överdrivet brev till Friedrich Nietzsche berättade Strindberg om pjäsens premiär. Han påstod att en gammal dam under föreställningen hade "nedkommit med ett barn, och vid anblicken av tvångströjan hava", hävdade han, "tre fjärdedelar av publiken rest sig som en man för att under vansinnigt vrål lämna teatern".